# 克林頓科爾登湖
63°58′N 107°28′W / 63.967°N 107.467°W

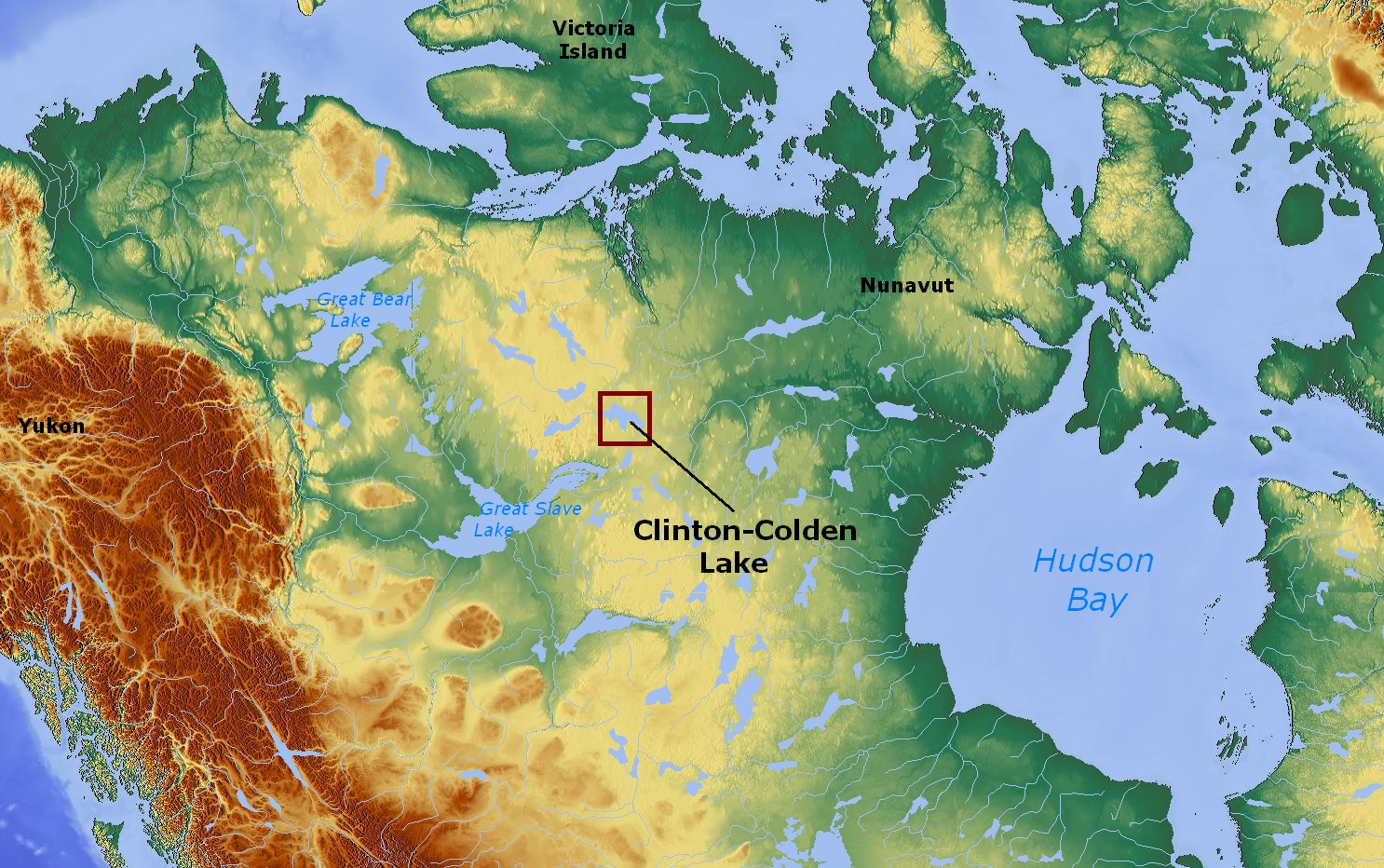

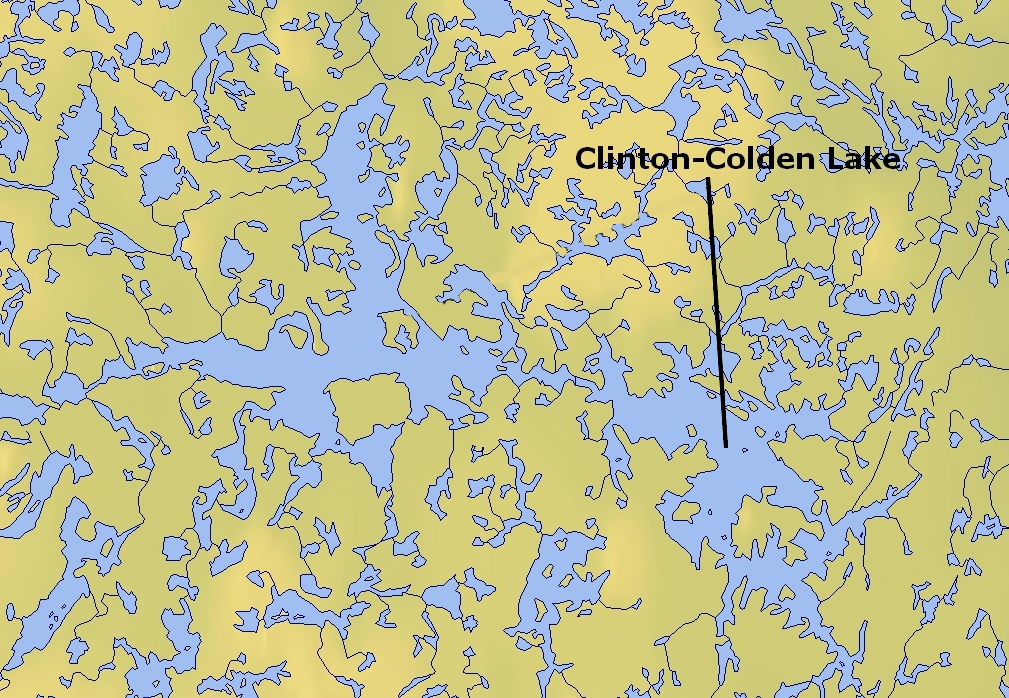

克林頓科爾登湖是加拿大的湖泊，位於大奴湖東北130公里，由西北地區負責管轄，面積596平方公里，是該地區第九大湖泊，島嶼面積141平方公里，海拔高度375米。